# Osvaldas Matulionis
Osvaldas Matulionis (nacido el 19 de agosto de 1991 en Vilnius, Lituania) es un baloncestista lituano que juega de alero actualmente para el Fibwi Palma de la Primera FEB.

## Carrera deportiva
Es internacional por su país U20, U18 y U16 (bronce en el Europeo de Rethimon’2007), el jugador pasó por diversos equipos de su país (Perlas Vilnius, Aisciai Kaunas, BC Siauliai y Panavezys Techasas) y por el KK Parnu estonio antes de recalar en el Forca Lleida (2013/14).
En 2014 el CB Breogán ficha al alero lituano, procedente del Força Lleida, con el que promedió 10,7 puntos (49,1% en tiros de dos puntos, 41,3% en tiros de tres y 89,5% en tiros libres), 3,9 rebotes y 1,5 asistencias en 25 minutos en pista.
Más tarde, jugaría en las filas del CB Breogán, con el que acreditó unos promedios de 11.1 puntos (49.5% en tiros de dos, 42.8% en triples y 65.6% en tiros libres), 3.6 rebotes, 1.9 recuperaciones y 1.5 pérdidas en los 32 partidos que disputó en la LEB Oro. 
En verano de 2016 realizó la pretemporada con el Quesos Cerrato Palencia.
En la temporada 2016-17 participó en la Liga Endesa con Monbus Obradoiro, con los que disputó 19 partidos con una media de 14,3 minutos en los que promedió 2,5 puntos y 1,5 rebotes.
Durante la temporada 2020-21, juega en las filas del Club Basquet Coruña, con el que firmó una media de 7,2 puntos, 3,3 rebotes y 6,5 de valoración en 24,2 minutos por partido.
El 21 de julio de 2021, firma con el HLA Alicante de Liga LEB Oro.
El 5 de agosto de 2023, firma por el Força Lleida Club Esportiu de la Liga LEB Oro.
El 4 de julio de 2024, firma por el Carplus Fuenlabrada de Liga LEB Oro.
El 19 de agosto de 2025, firma con el Fibwi Palma de la Primera FEB.

## Carrera
- Perlas Vilnius (2008-2009)
- Aiščiai Kaunas (2009-2010)
- BC Siauliai (2010-2011)
- Panavezys Techasas (2011-2012)
- KK Pärnu (2012-2013)
- Força Lleida (2013-2014)
- Club Baloncesto Breogán (2014-2016)
- Obradoiro Clube de Amigos do Baloncesto (2016-2017)
- Circus Brussels (2017)
- Bauru (2018)
- Bilbao Basket (2018-2019)
- Club Melilla Baloncesto (2019-2020)
- Club Basquet Coruña (2020-2021)
- HLA Alicante (2021-2023)
- Força Lleida Club Esportiu (2023-2024)
- Carplus Fuenlabrada (2024-2025)
- Fibwi Palma (2025-actualidad)